# Marcelo Verón
Marcelo Andrés Verón (Buenos Aires, 8 gennaio 1978) è un ex calciatore argentino, di ruolo attaccante.

## Carriera
Cresce nel settore giovanile del Gimnasia (LP), da cui nel 1999 viene ceduto alla Platense, formazione della massima serie argentina; tra il 1999 ed il 2000 gioca 11 partite senza mai segnare in questo campionato, per poi trasferirsi a giocare in Honduras, anche a causa della crisi economica patita dall'Argentina in quegli anni, che aveva avuto ripercussioni negative anche sulle società professionistiche del Paese latinoamericano. In Honduras milita nella Platense, con cui gioca nel 2000 segnando in totale 23 reti in 30 partite; successivamente passa al Salgueiros, con cui disputa 5 partite senza mai segnare nella seconda divisione del campionato portoghese. Nel 2001 ha una breve esperienza nella massima serie tunisina nello Stade Tunisien, con cui disputa 2 partite; nello stesso anno passa allo York City, con cui gioca una partita nella seconda serie inglese. Termina infine la stagione 2001-2002 segnando 2 gol in 12 partite col Cobras Juárez, squadra della seconda serie messicana.
Per la stagione 2002-2003 torna in Europa, accasandosi agli spagnoli del Cartagena in Segunda División B, la terza serie spagnola; in questa stagione realizza 8 gol in 23 presenze; gioca nella medesima categoria anche nella stagione 2003-2004, che termina con 6 gol in 22 presenze nel Ceuta, con cui segna anche un gol in 3 presenze in Coppa del Re. Dopo due anni in Spagna torna in Sud America, accasandosi ai cileni del Colo Colo, uno dei club più importanti del Paese andino; con la sua nuova squadra va a segno 2 volte in 12 presenze nella massima serie cilena, lasciando poi a fine anno la squadra per tornare a giocare in Spagna: in particolare, disputa 9 partite senza mai segnare con la maglia del Novelda, squadra che lascia al termine della stagione 2004-2005 in seguito alla retrocessione in quarta serie del club neroverde. Dopo questa fugace esperienza europea fa nuovamente ritorno nel suo continente natale, andando questa volta in Guatemala al Suchitepequez, club con cui nel 2006 gioca 10 partite e segna 3 reti nella massima serie locale.
Nel 2007 si trasferisce in Italia, al Südtirol; col club altoatesino disputa l'intera stagione 2007-2008, nella quale gioca 27 partite e segna 8 reti nel campionato di Serie C2. Dopo un breve ritorno in patria al Defensores de Belgrano, con cui mette a segno 3 gol in 17 presenze nella seconda divisione argentina, nel 2009 torna nuovamente in Italia, accasandosi alla Cavese, con cui fino al dicembre del 2009 gioca nel campionato laziale di Eccellenza. Infine va al Nardò, con cui termina la stagione 2009-2010 vincendo il campionato di Eccellenza (con conseguente promozione in Serie D) e la fase regionale pugliese della Coppa Italia Dilettanti.

## Palmarès

### Club

#### Competizioni regionali
- Eccellenza: 1

Nardò: 2009-2010
- Coppa Italia Dilettanti Puglia: 1

Nardò: 2009-2010